# Callyspongia maculata
Callyspongia maculata är en svampdjursart som först beskrevs av Keller 1889.  Callyspongia maculata ingår i släktet Callyspongia och familjen Callyspongiidae.
Artens utbredningsområde är Eritrea. Inga underarter finns listade i Catalogue of Life.